# NS 3700

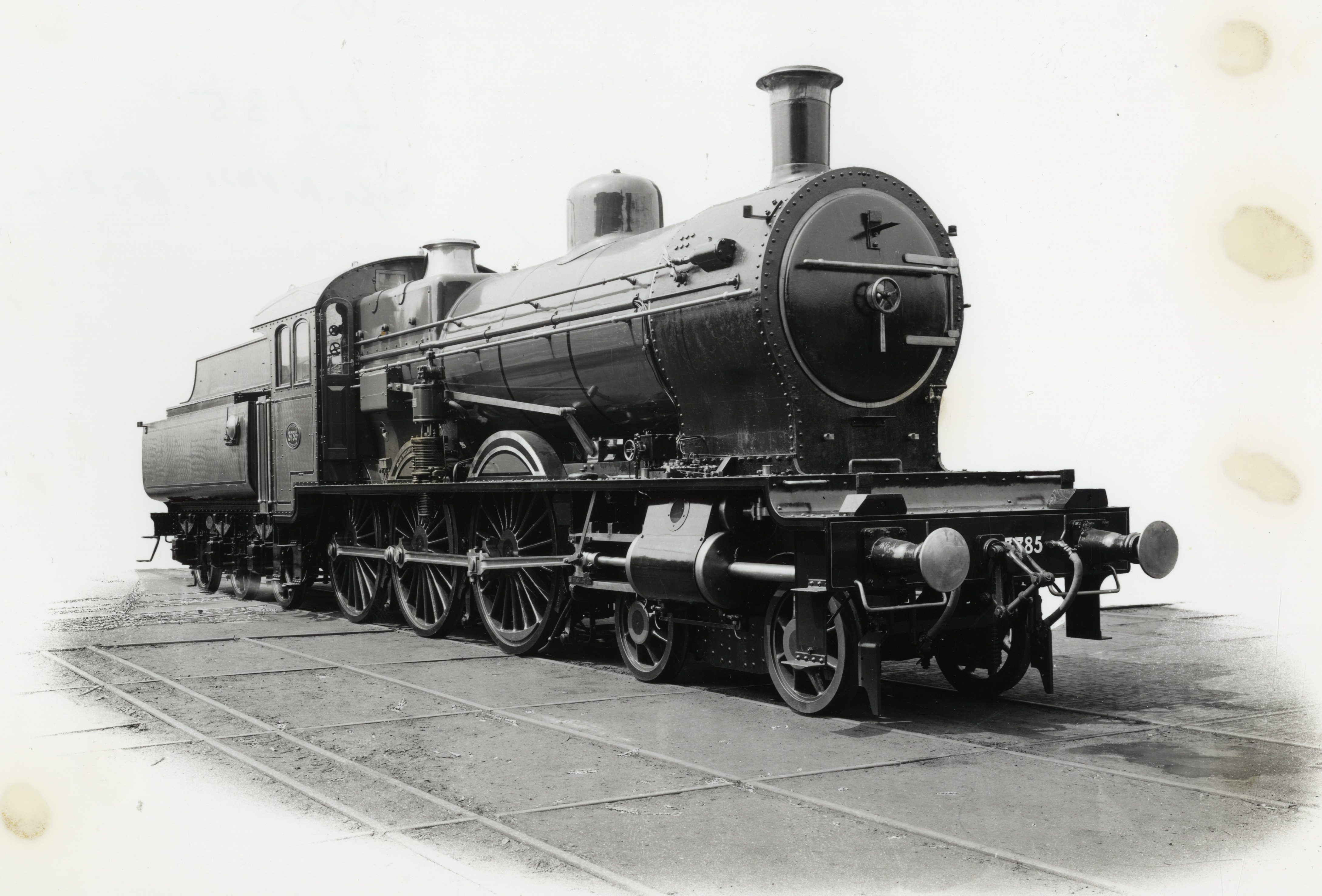
De fabrieksnieuwe stoomlocomotief NS 3785 (1921)

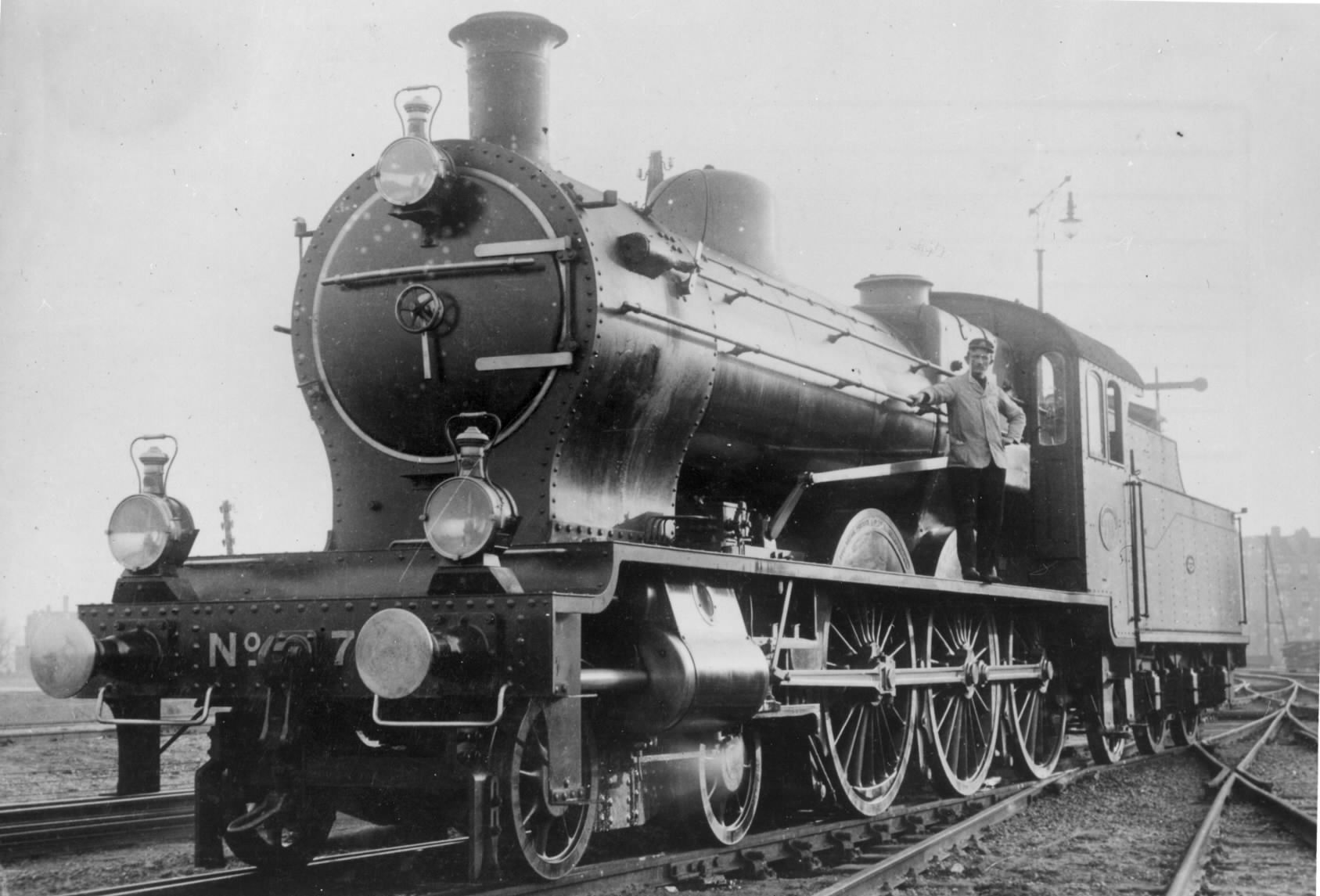
Stoomlocomotief nr 713 van de Staatsspoorwegen, later NS 3713.

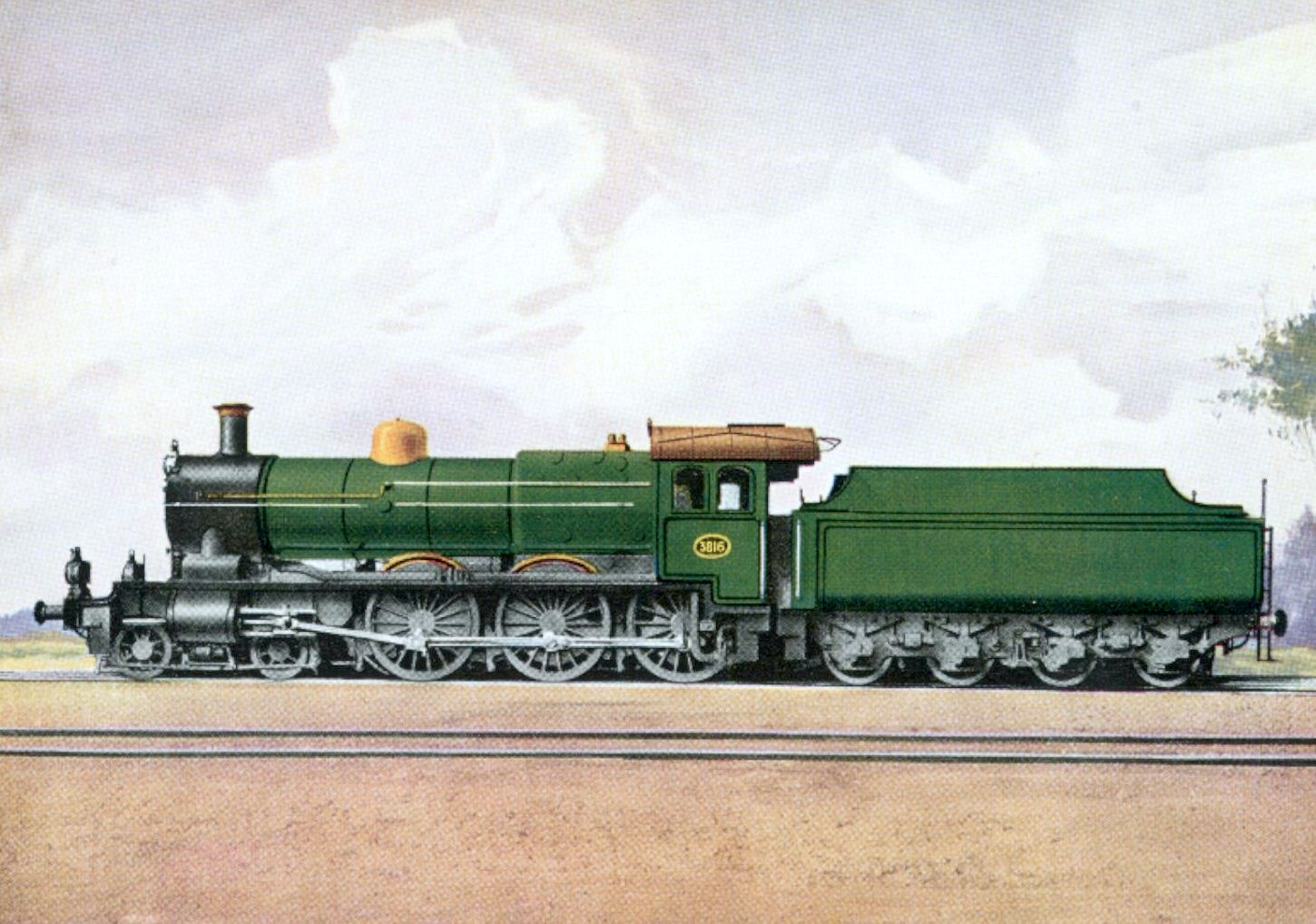
Stoomloc NS 3816; circa 1930. Collectie van het Utrechts Archief.

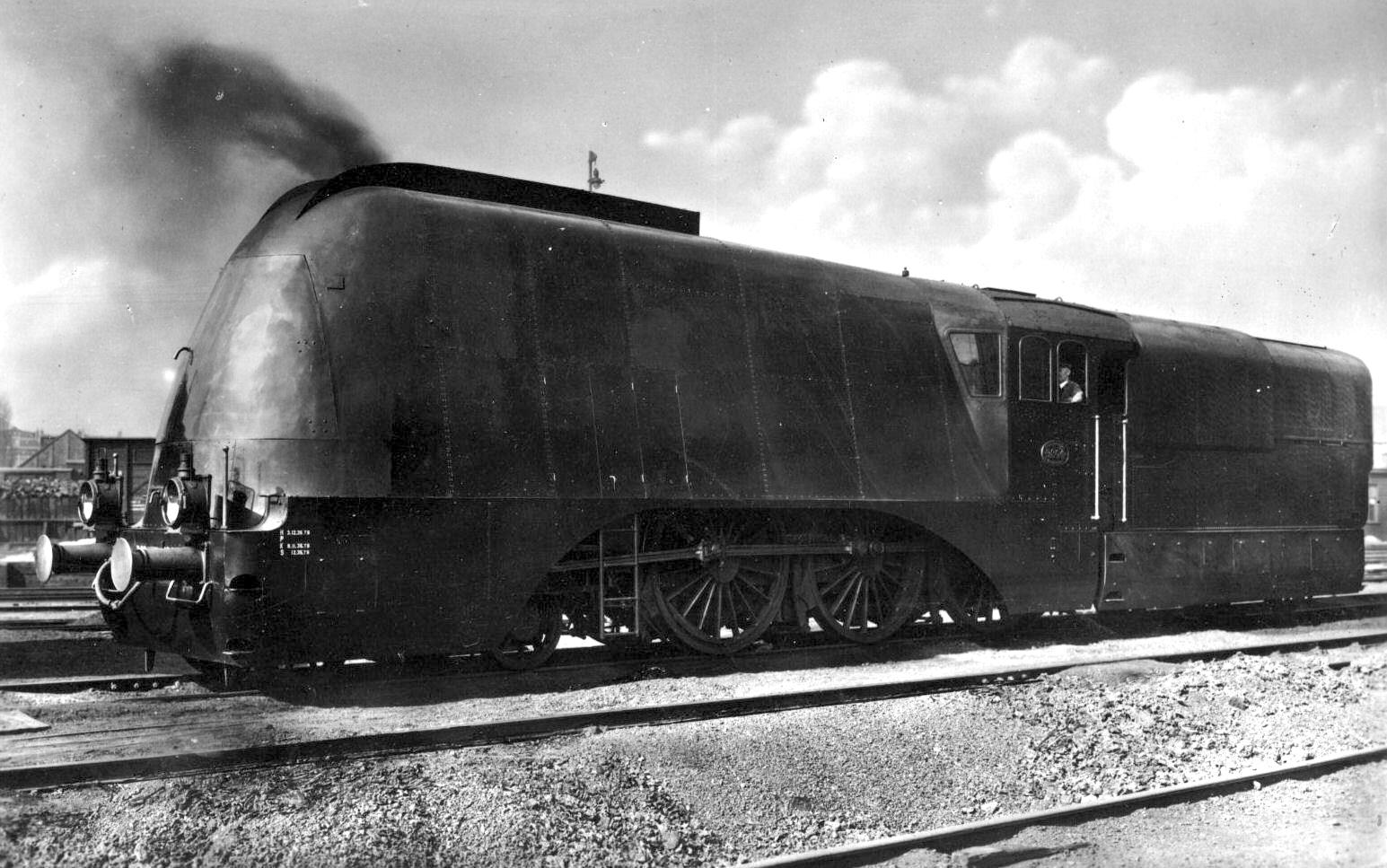
Stoomloc NS 3804 met stroomlijnbekleding (bijnaam 'Potvis'); circa 1936. Collectie van het Utrechts Archief.

De serie NS 3700 bestond uit 120 sneltreinstoomlocomotieven met de asindeling 2'C van de Nederlandse Spoorwegen (NS) en de voorganger daarvan, de Maatschappij tot Exploitatie van Staatsspoorwegen (SS).

## Geschiedenis
Nadat de Noord-Brabantsch-Duitsche Spoorweg-Maatschappij (NBDS) in 1908 als eerste spoorwegmaatschappij in Nederland sneltreinlocomotieven met de asindeling 2'C in dienst stelde (NBDS 30-35, latere NS 3500) en er goede resultaten mee boekte, vroeg de SS om een van deze locomotieven te mogen testen op het baanvak Amsterdam - Emmerik. Deze proef verliep gunstig, waarop de SS ook tot aanschaf van 2'C sneltreinlocomotieven over ging. In tegenstelling tot de locomotieven van de NBDS welke van twee cilinders waren voorzien, bestelde de SS locomotieven met vier cilinders.
De locomotieven werden door de SS, naar Brits voorbeeld, ontworpen voor het trekken van de steeds zwaarder wordende personen- en sneltreinen. Deze machines hadden ten opzichte van de SS serie 801 - 935 (NS 1701 - 1835) tweemaal zoveel vermogen, en kregen daarom de bijnaam "Jumbo". Deze serie is jarenlang de belangrijkste geweest voor het trekken van sneltreinen in Nederland. Alleen aan hun sterkere broers van de serie 3900 zouden ze na 1929 de zwaarste sneltreinen moeten afstaan. Toen men op het middennet problemen had met de nieuwe dieseldrie-treinstellen die voor snelle verbindingen moesten zorgen tussen de grote steden, waren het 3700-en die hen moesten vervangen. Met deze zogenaamde stoomdiesels werden snelheden bereikt van meer dan 120 km/uur.
Voor het meenemen van de benodigde kolen- en watervoorraad reden de locomotieven van deze serie met een drie- of vierassige tender. Een versie als tenderlocomotief ("Tenderjumbo's") met de asindeling 2'C2' verscheen in 1929 als de serie NS 6101 - 6110. Deze tien machines (elk vijf stuks van Hohenzollern en Werkspoor) kwamen overeen met de laatste levering 3700-en (genummerd 3816 - 3820) van 1928. Eerder werd al een lichtere tenderversie gebouwd door Beyer, Peacock en Co. met slechts twee binnenliggende cilinders en een iets kleinere ketel, de serie NS 6000.

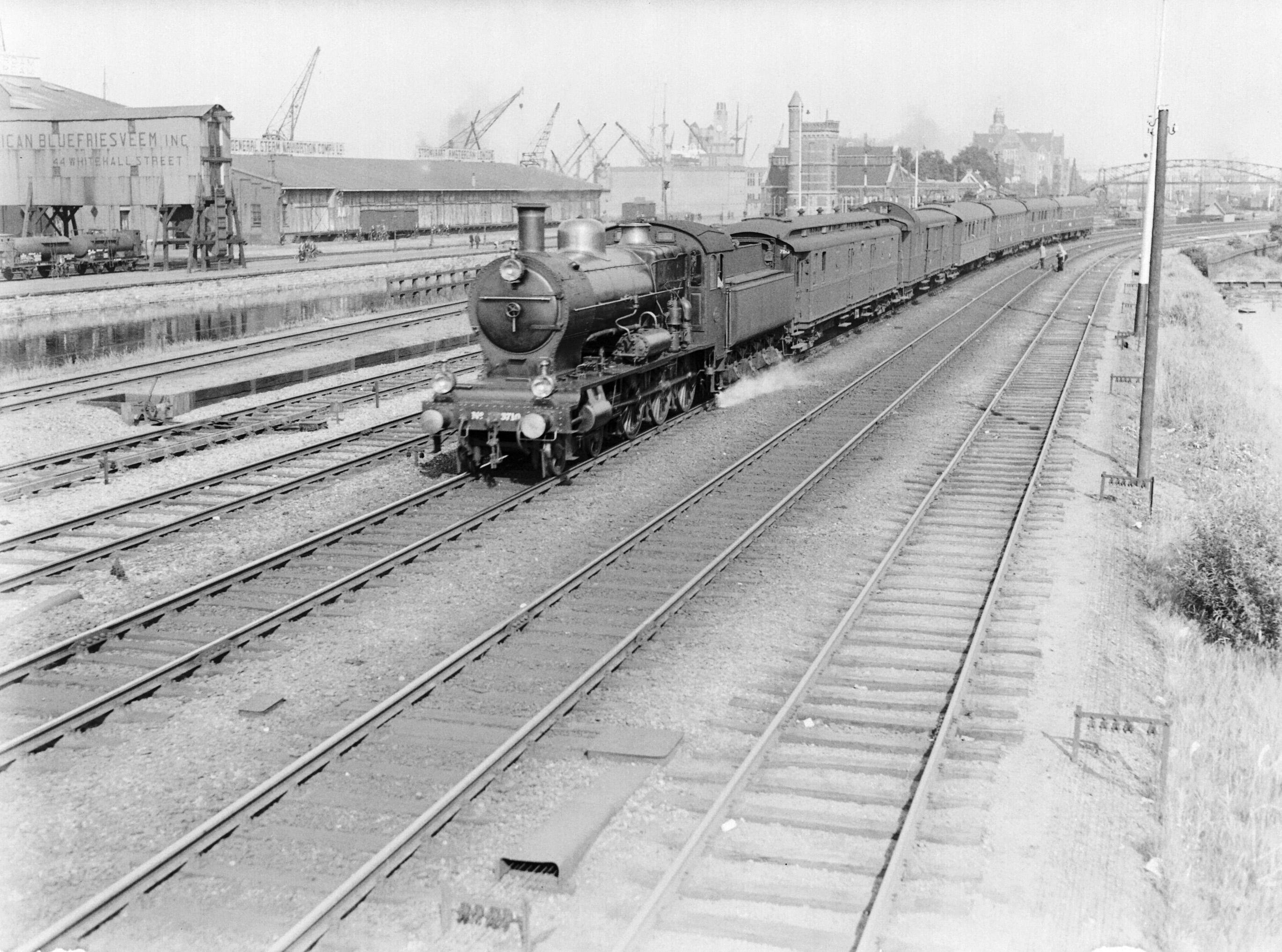
Locomotief 3730 bij Amsterdam CS in 1933.
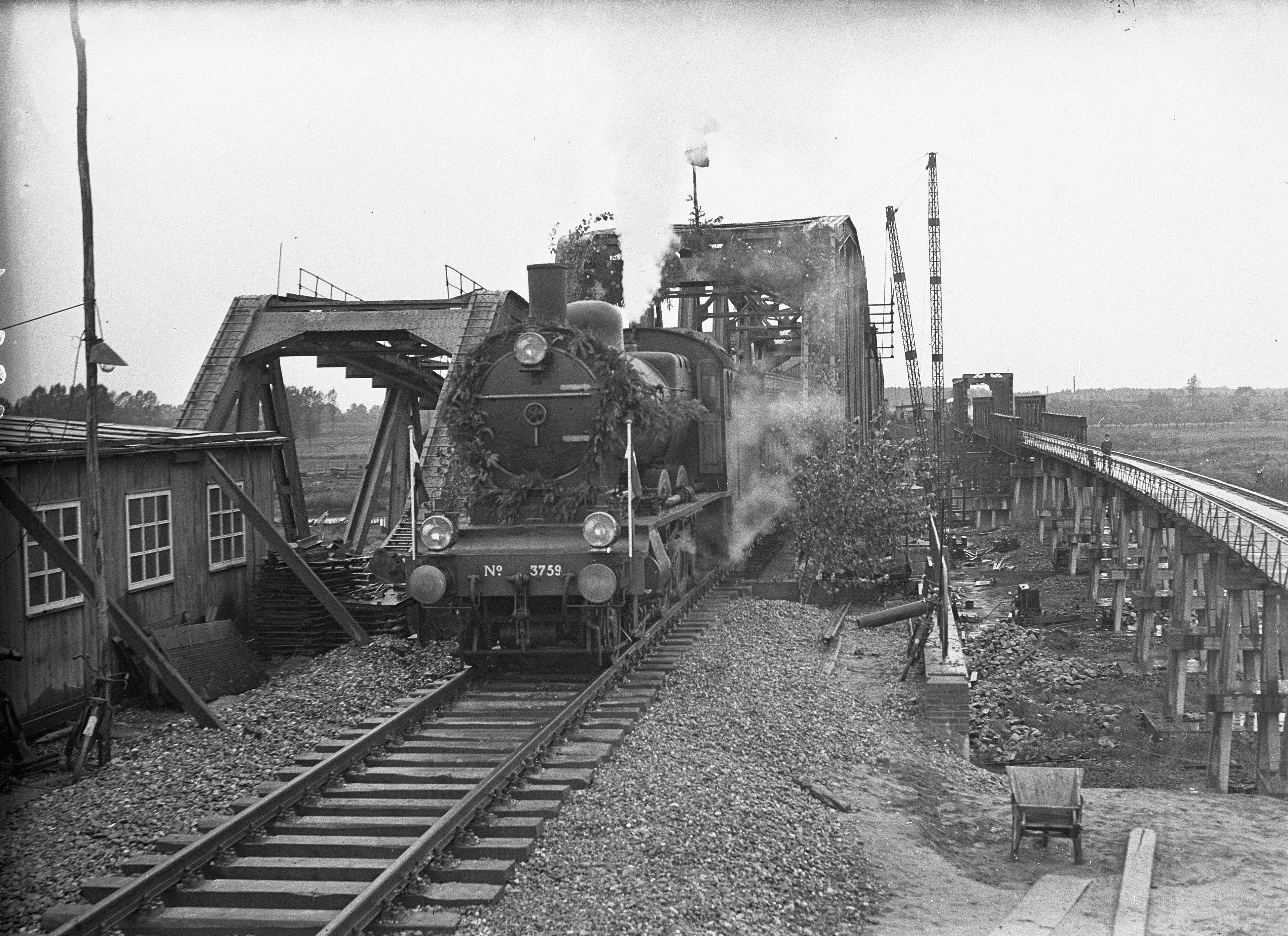
NS-locomotief 3759 bij de opening van de spoorbrug te Buggenum, 29 september 1947.
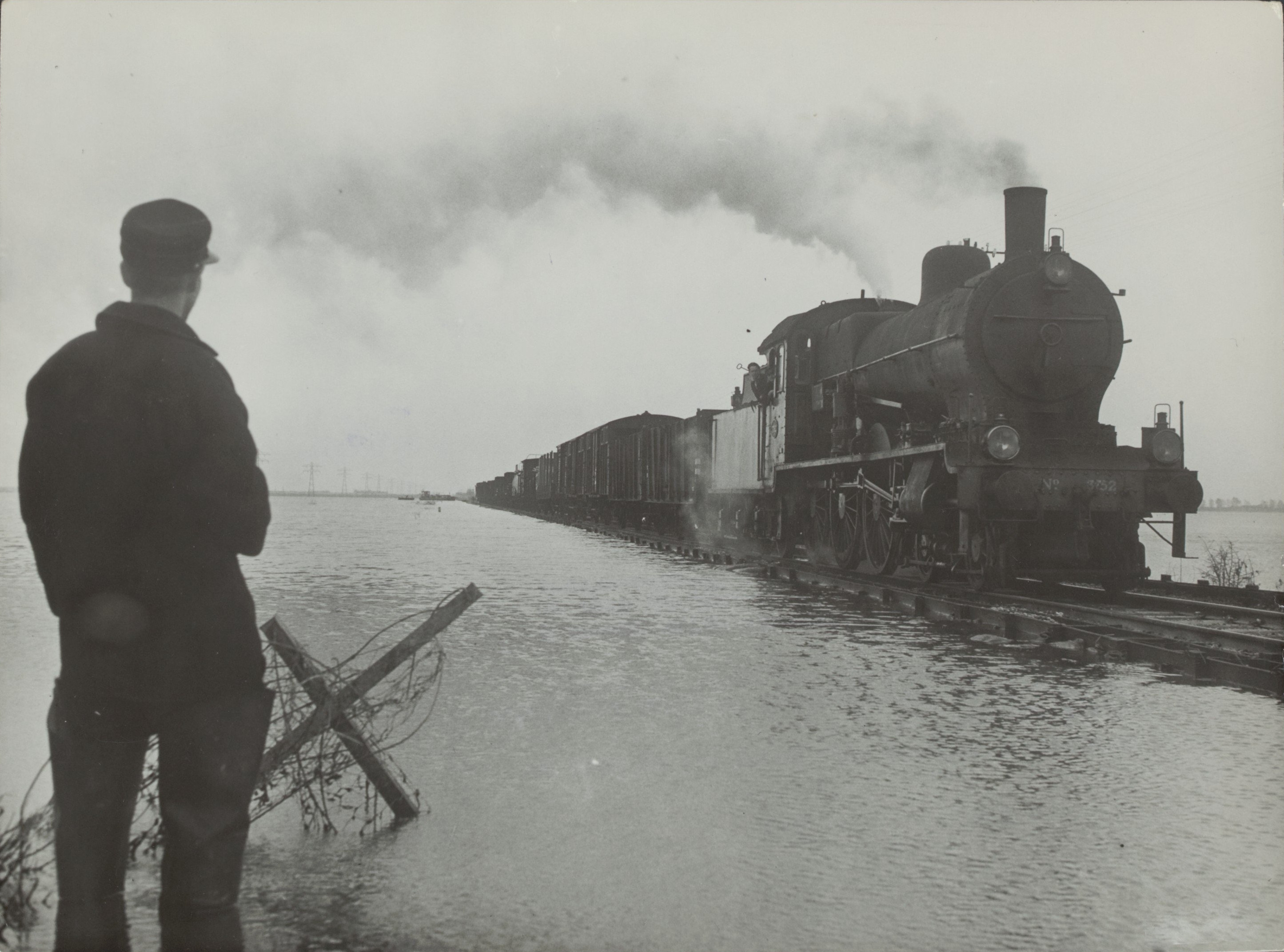
NS 3752 met goederentrein op de 'badkuipspoorweg' door de Kruiningerpolder na de watersnood van 1953; 11 juni 1953.
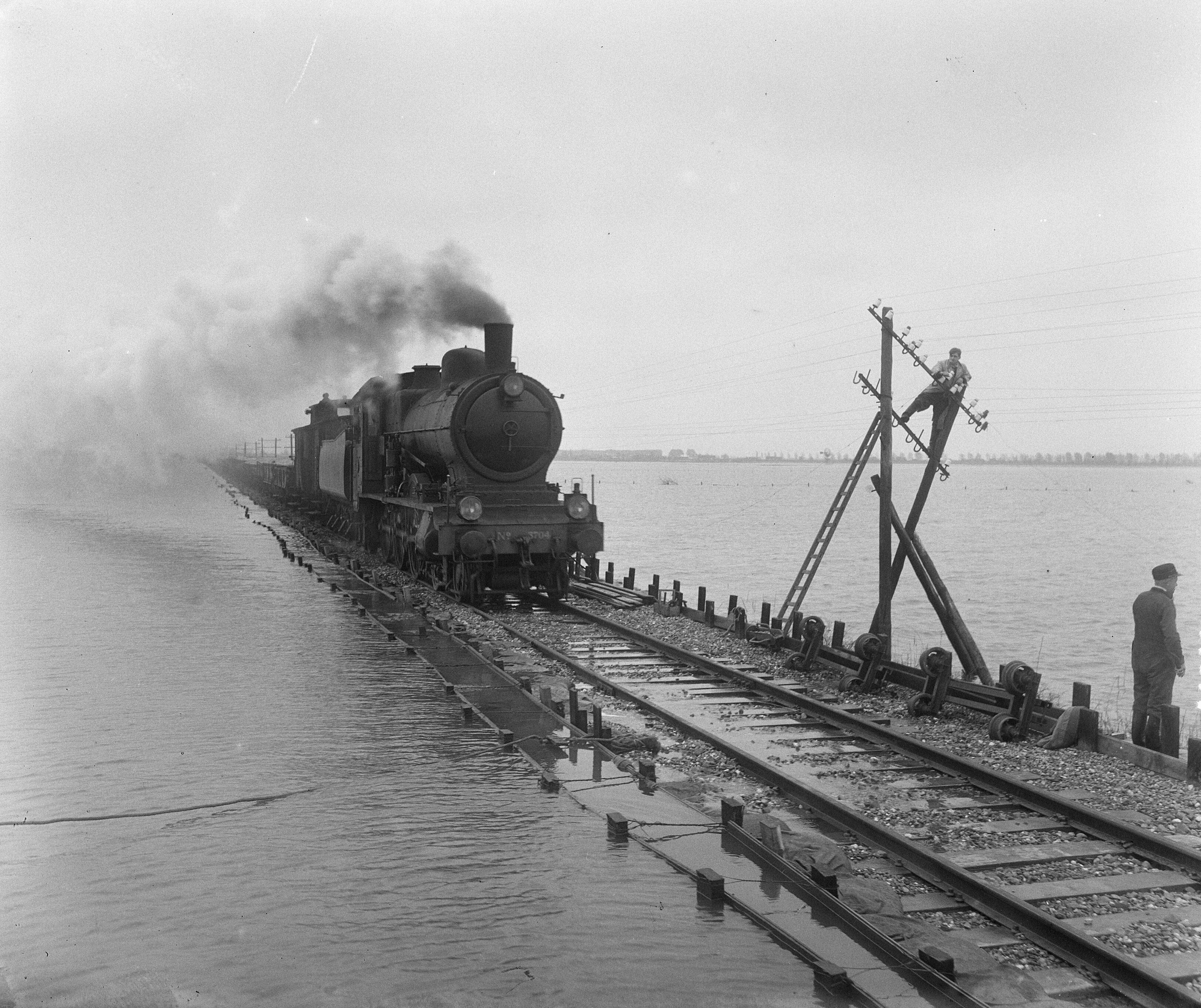
NS 3704 in de overstroomde Kruiningerpolder; 11 juni 1953.
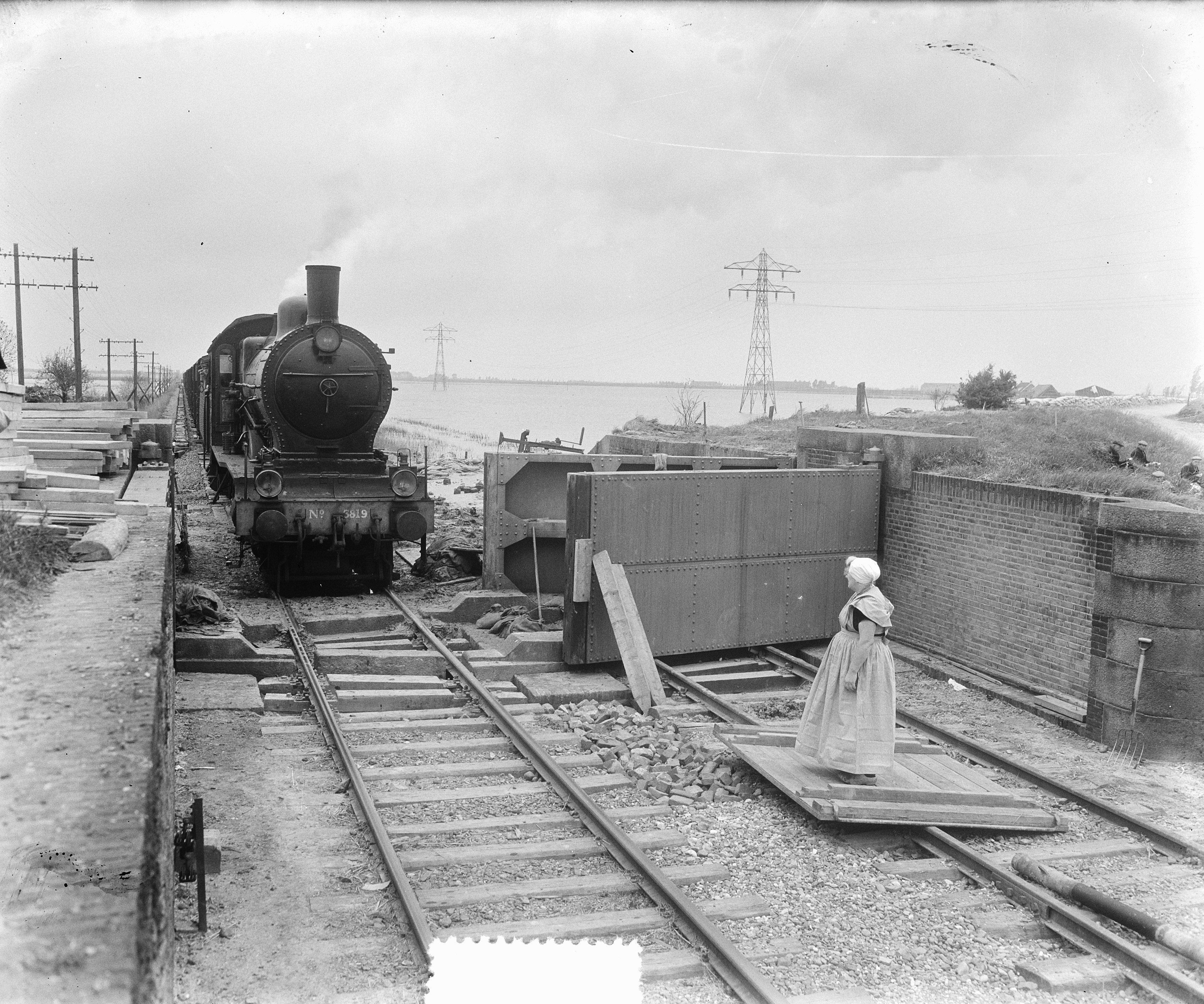
NS 3819 bij de overstroomde Kruiningerpolder; 11 juni 1953.
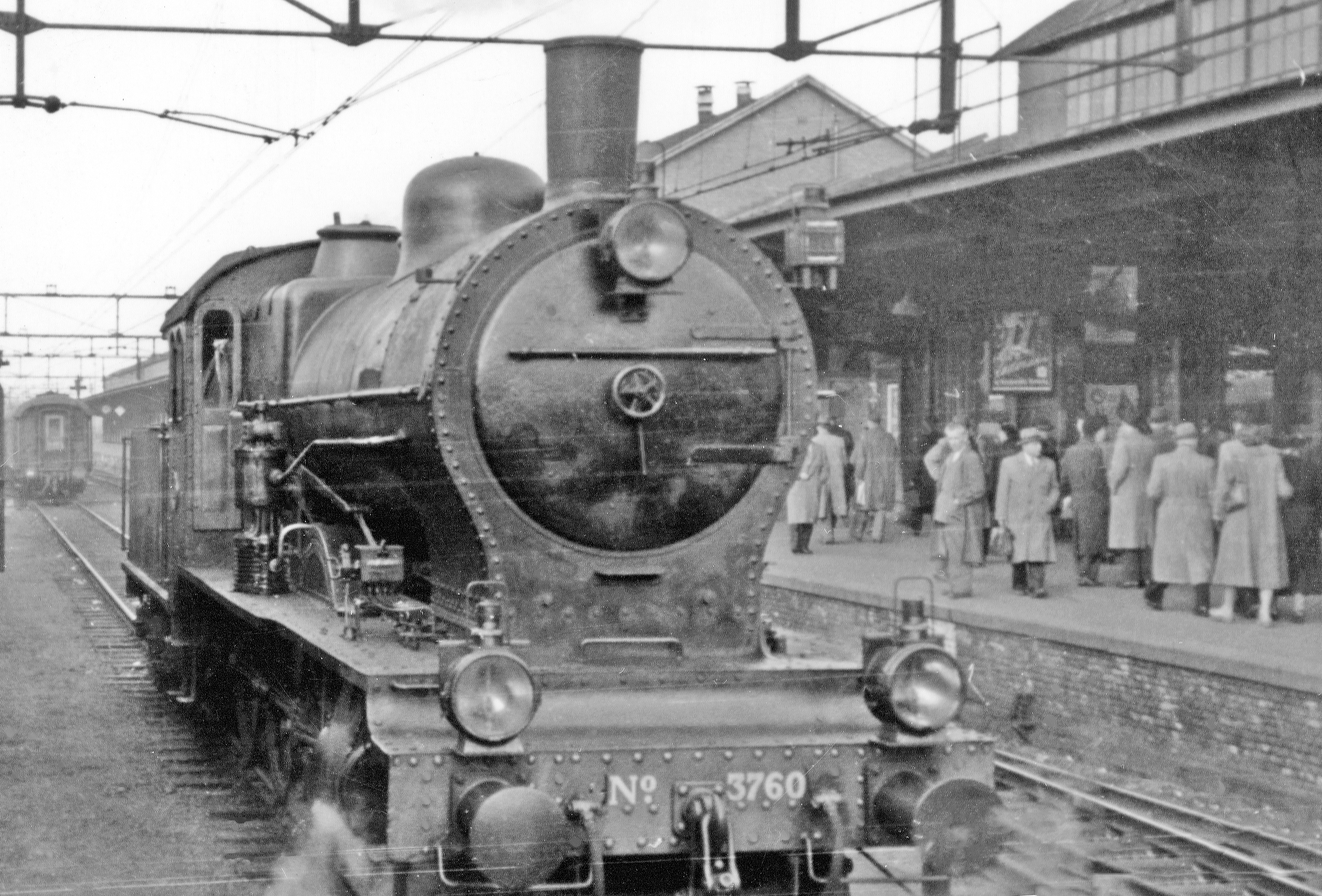
NS-locomotief 3760 te Amersfoort in 1953.
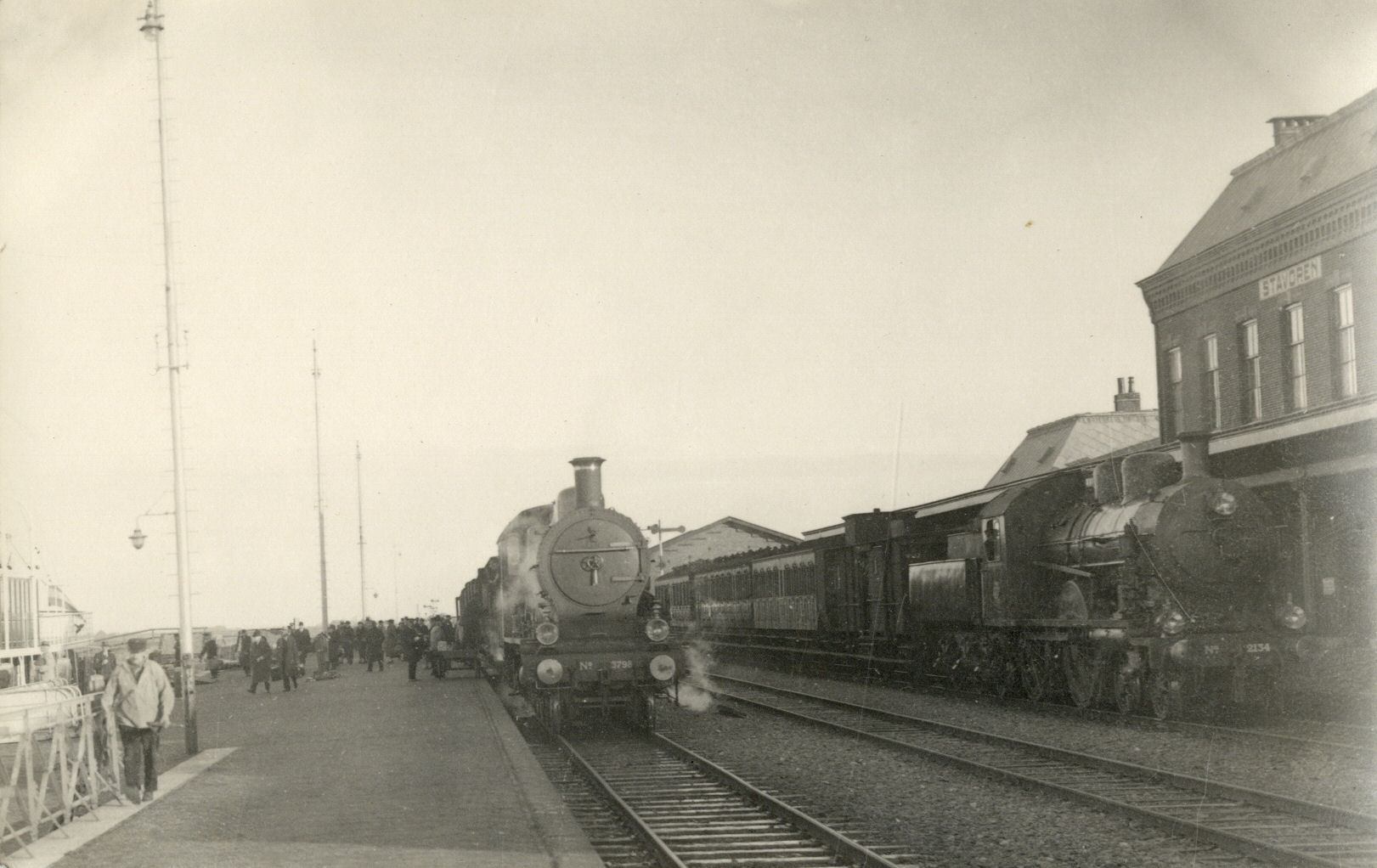
NS 3798 (links) samen met NS 2134 (rechts) op station Stavoren
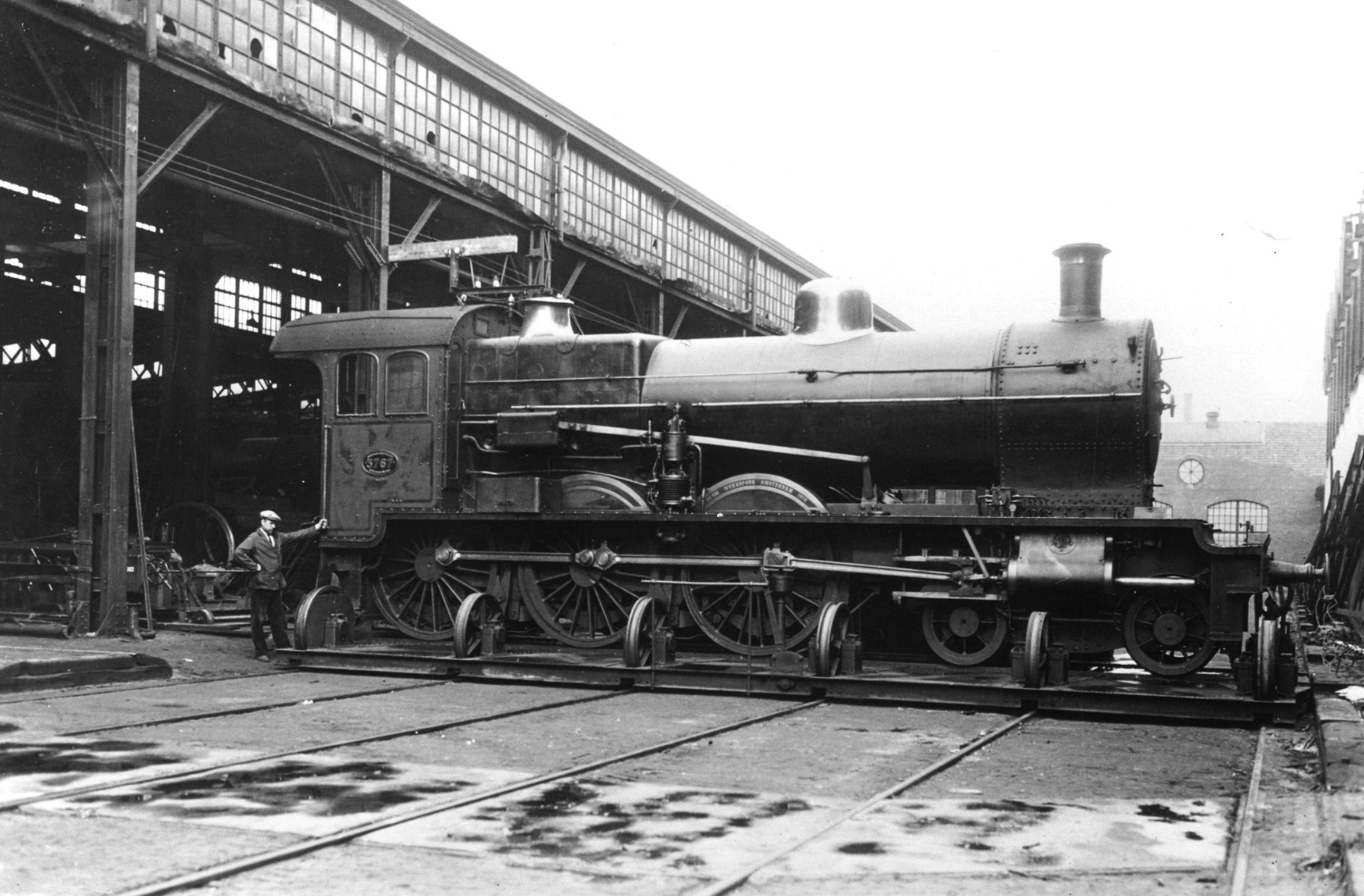
NS 3767 op de rolbrug van de Centrale Werkplaats Tilburg
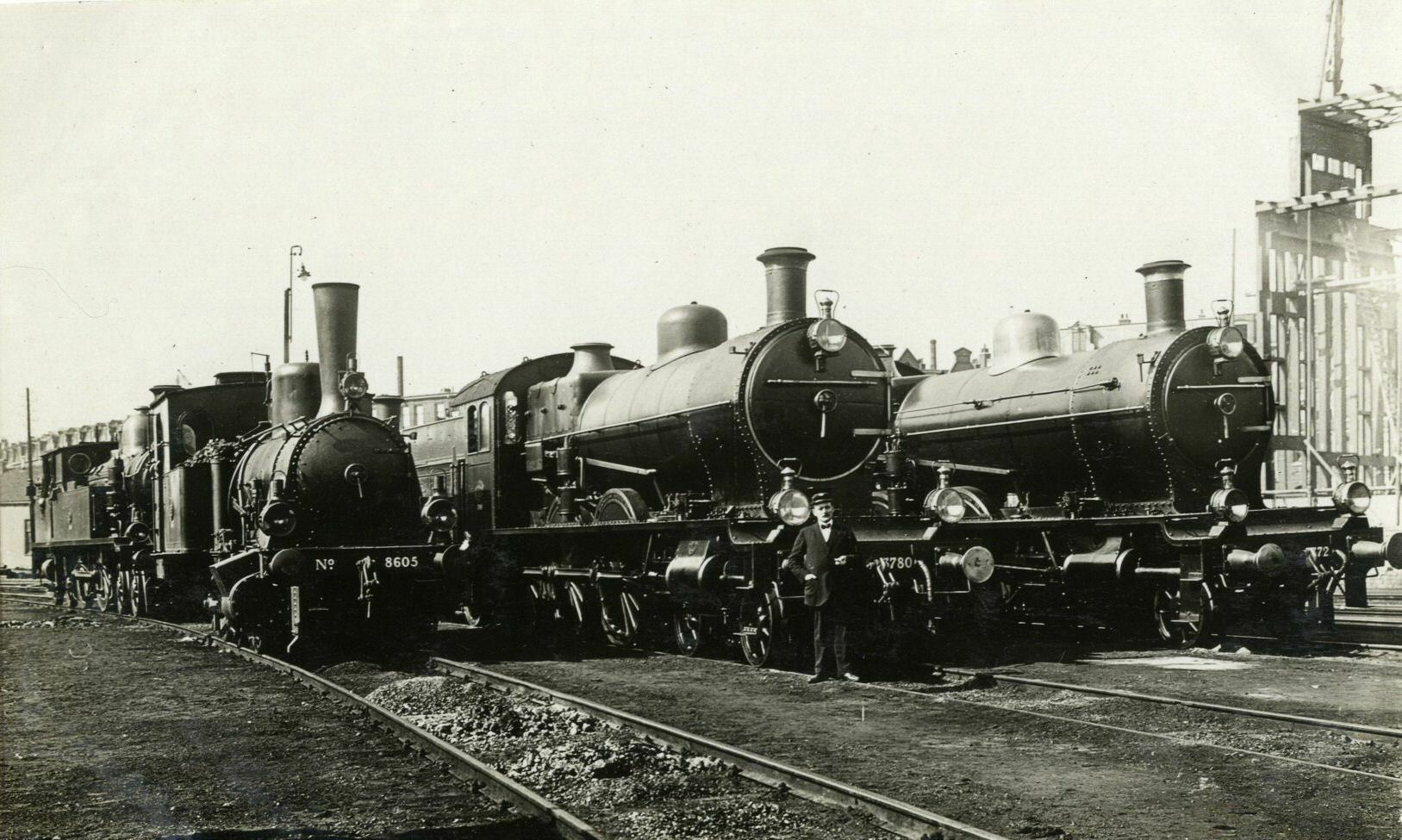
NS-stoomlocomotieven, v.l.n.r. nr. 8605 (rangeerlocomotief), nr. 3780 (met grotere rookkastdeur) en nr. 3772
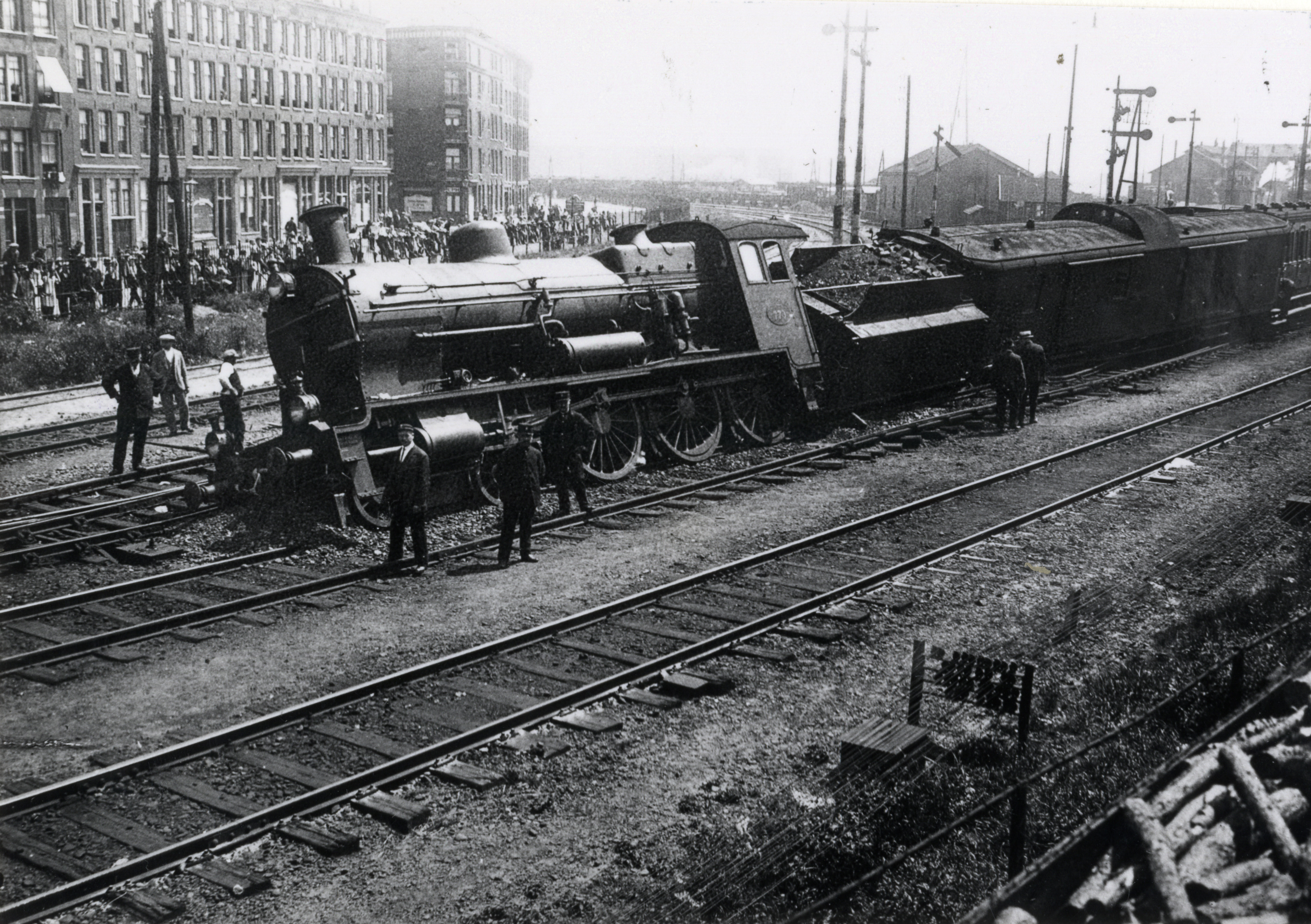
Ontspoorde stoomlocomotief nr. 770 van de S.S. nabij Amsterdam Weesperpoort
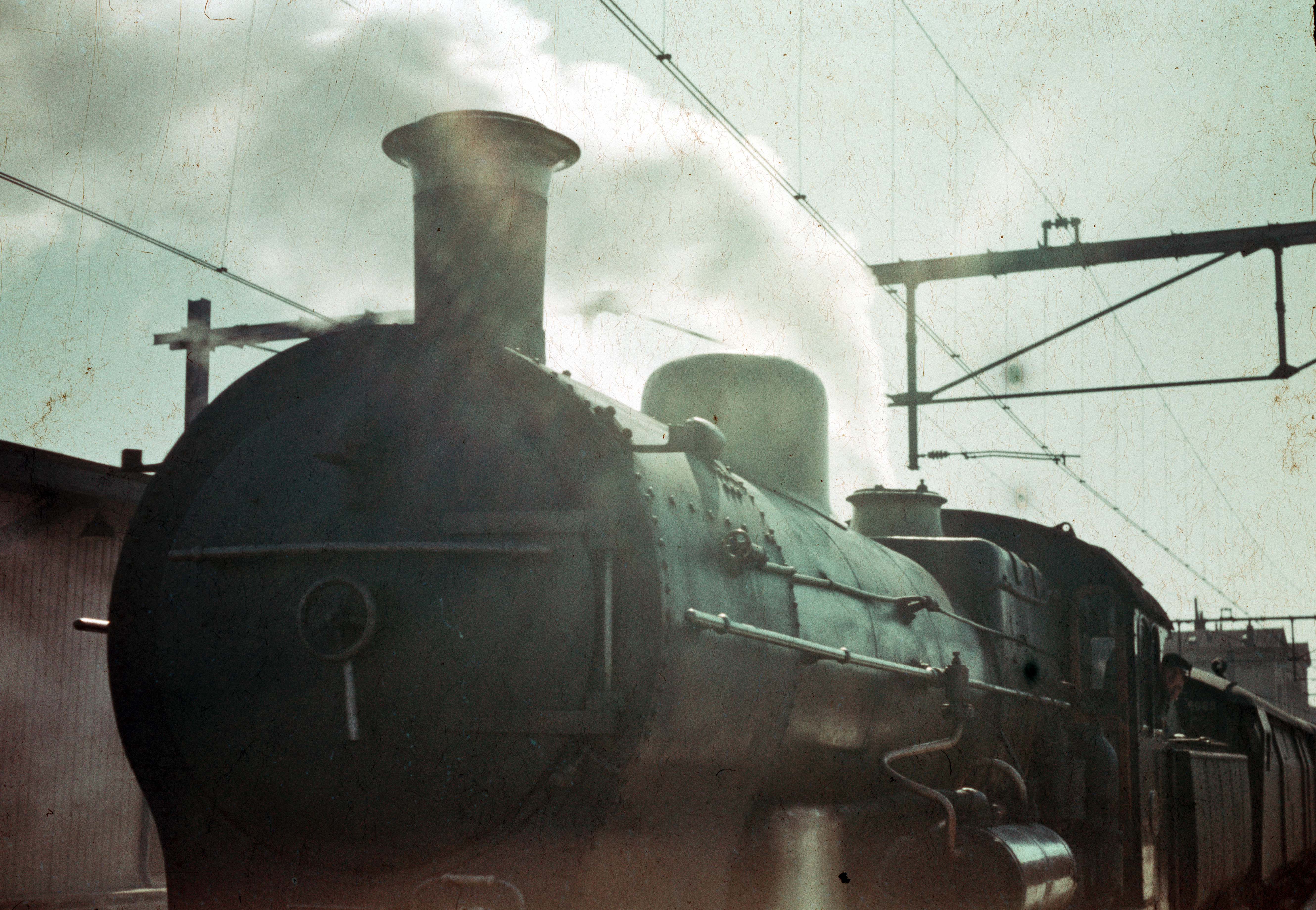
Zeldzame kleurenfoto van een NS 3700 uit ca. 1940
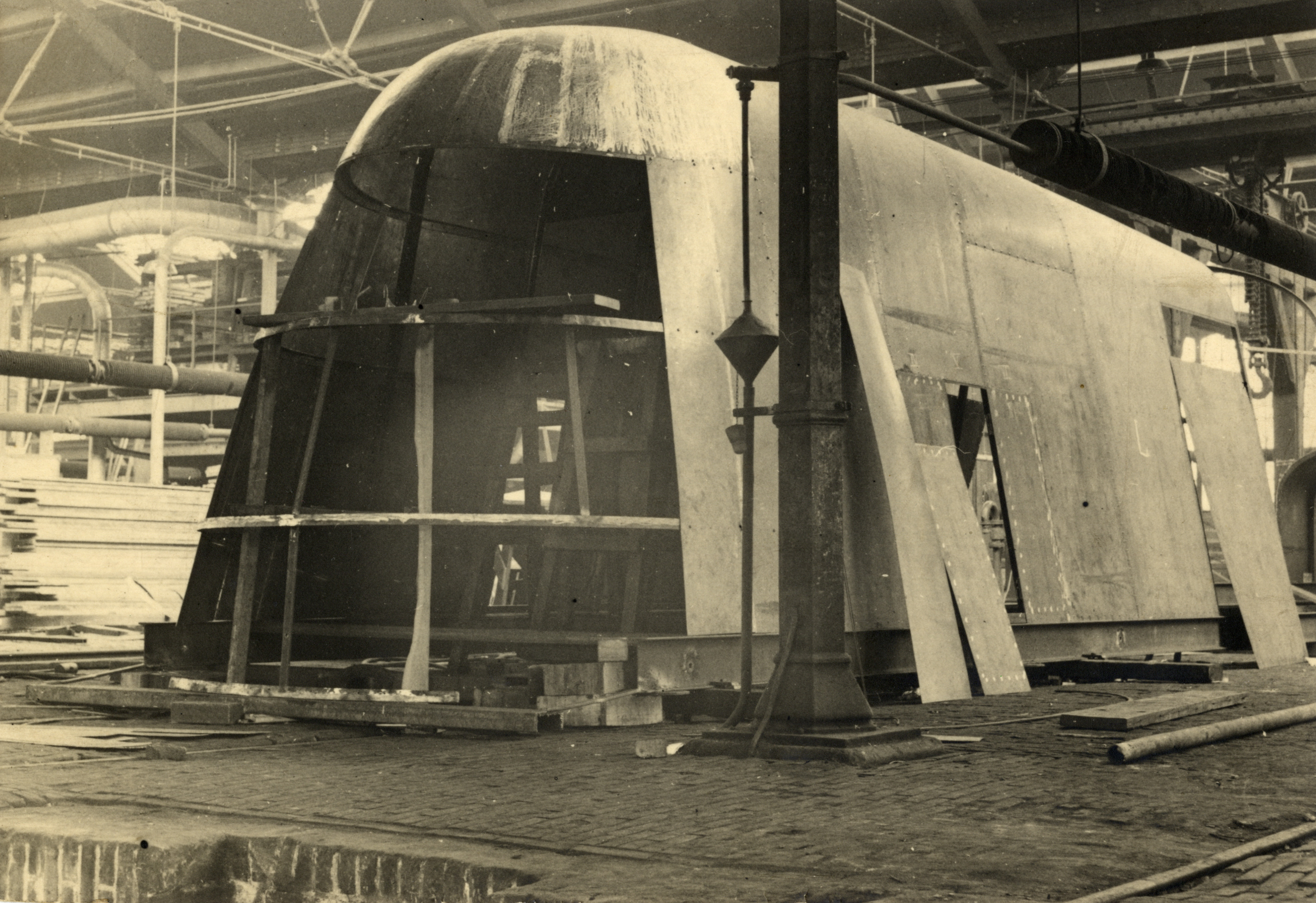
De stroomlijnbekleding voor de stoomlocomotief NS 3804 (1935 - 1936)

## Overzicht
De eerste 109 locomotieven uit deze serie werden in de jaren 1910 tot 1920 geleverd aan de SS en genummerd 685 - 778 en 785 - 799. De fabrikanten waren Beyer, Peacock and Company (36 stuks), Werkspoor (48 stuks), Hanomag (10 stuks) en Henschel & Sohn (15 stuks). Na de samenvoeging van het materieelpark van de SS en de HSM in 1921 werden in datzelfde jaar nog zes machines geleverd door Werkspoor. De serie kreeg toen de NS nummers 3701-3815.
In 1928 kwam er nog een nabestelling van vijf enigszins afwijkende locomotieven van Schwartzkopff bij. De gehele nummerserie werd toen 3701-3820.
| SS nummers | NS nummers | Aflevering | Fabrikant            | Fabrieksnummer | Bijzonderheden                                             |
| ---------- | ---------- | ---------- | -------------------- | -------------- | ---------------------------------------------------------- |
| 701-706    | 3701-3706  | 1910       | Beyer, Peacock & Co. | 5370-5375      |                                                            |
| 707-718    | 3707-3718  | 1911       | Beyer, Peacock & Co. | 5451-5462      |                                                            |
| 731-742    | 3737-3748  | 1911       | Werkspoor            |                | NS 3737 bewaard door Het Spoorwegmuseum.                   |
| 743-750    | 3749-3756  | 1912       | Werkspoor            |                |                                                            |
| 719-730    | 3719-3730  | 1913       | Beyer, Peacock & Co. | 5640-5651      |                                                            |
| 695-700    | 3731-3736  | 1913       | Beyer, Peacock & Co. | 5721-5726      |                                                            |
| 751-760    | 3757-3766  | 1913/1914  | Werkspoor            |                |                                                            |
| 761-766    | 3767-3772  | 1915       | Werkspoor            |                |                                                            |
| 767-778    | 3773-3784  | 1918/1919  | Werkspoor            |                |                                                            |
| 785-799    | 3791-3805  | 1920       | Henschel & Sohn      | 17744-17758    |                                                            |
| 685-694    | 3806-3815  | 1920       | Hanomag              | 9343-9352      |                                                            |
| (779-784)  | 3785-3790  | 1921       | Werkspoor            |                | Nog door SS besteld, maar met NS nummers in dienst gesteld |
|            | 3816-3820  | 1928       | Schwartzkopff        | 9336-9340      | Door NS besteld en met NS nummers in dienst gesteld        |

## Museumlocomotief 3737

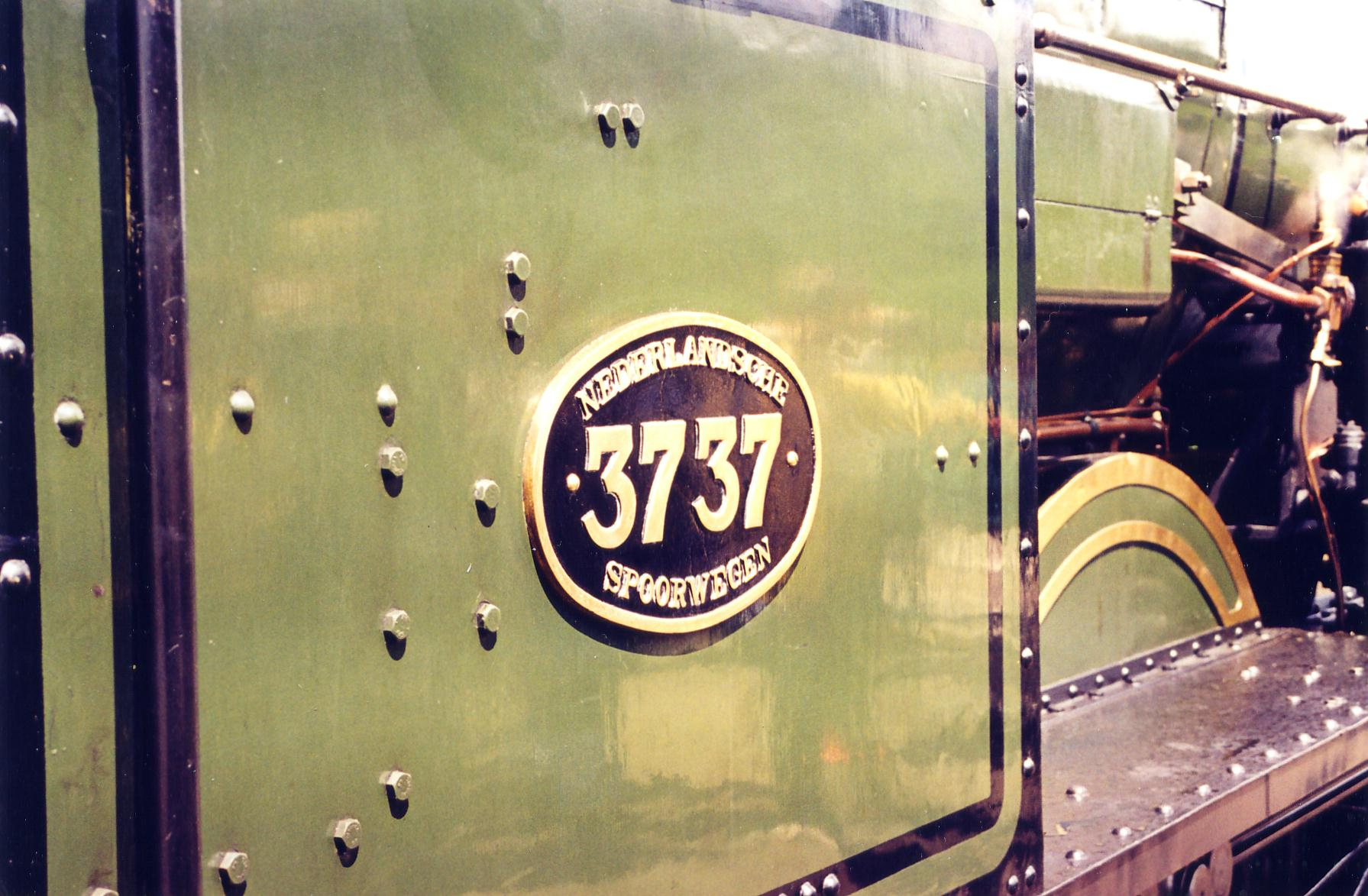
NS-nummerplaat

Locomotief 3737, de oorspronkelijke SS 731, in 1911 gebouwd door Werkspoor, maakte op 28 augustus 1911 zijn eerste proefrit tussen Amsterdam en Utrecht. Op 11 september 1911 werd ze officieel in dienst gesteld. Locomotief 3737 (van depot Roosendaal) reed op 7 januari 1958 de laatste officiële NS-stoomtrein van Geldermalsen naar station Utrecht Maliebaan, waar toen al het Nederlands Spoorwegmuseum gevestigd was. De locomotief 3737 is vervolgens opgenomen in de collectie van het museum.
In de jaren zeventig werd de NS 3737 opnieuw rijvaardig gemaakt om te worden ingezet voor bijzondere ritten. In de seizoenen 1974 en '75 werd de locomotief verhuurd aan de Stichting Stoomtrein Tilburg-Turnhout (SSTT), die op een gedeelte van de Spoorlijn Tilburg - Turnhout een toeristische treindienst exploiteerde. Bij de jubileumviering van 150 jaar Spoorwegen in Nederland in 1989 speelde de 3737 een belangrijke rol. Ook in de jaren daarna is de locomotief, met als thuisbasis het Spoorwegmuseum, af en toe op het spoorwegnet actief geweest. In 1996 kreeg zij een geheel nieuwe ketel met een nieuwe vuurkist. Het was de bedoeling om de loc op regelmatige basis in te zetten, maar zij raakte al na een paar ritten defect. Toen in 2008 dienstvaardig herstel nodig was, maakte het Spoorwegmuseum bekend een deel van een ontvangen subsidie van de BankGiro Loterij hiervoor te willen gebruiken, maar eind 2008 bleek het bedrag niet toereikend te zijn.

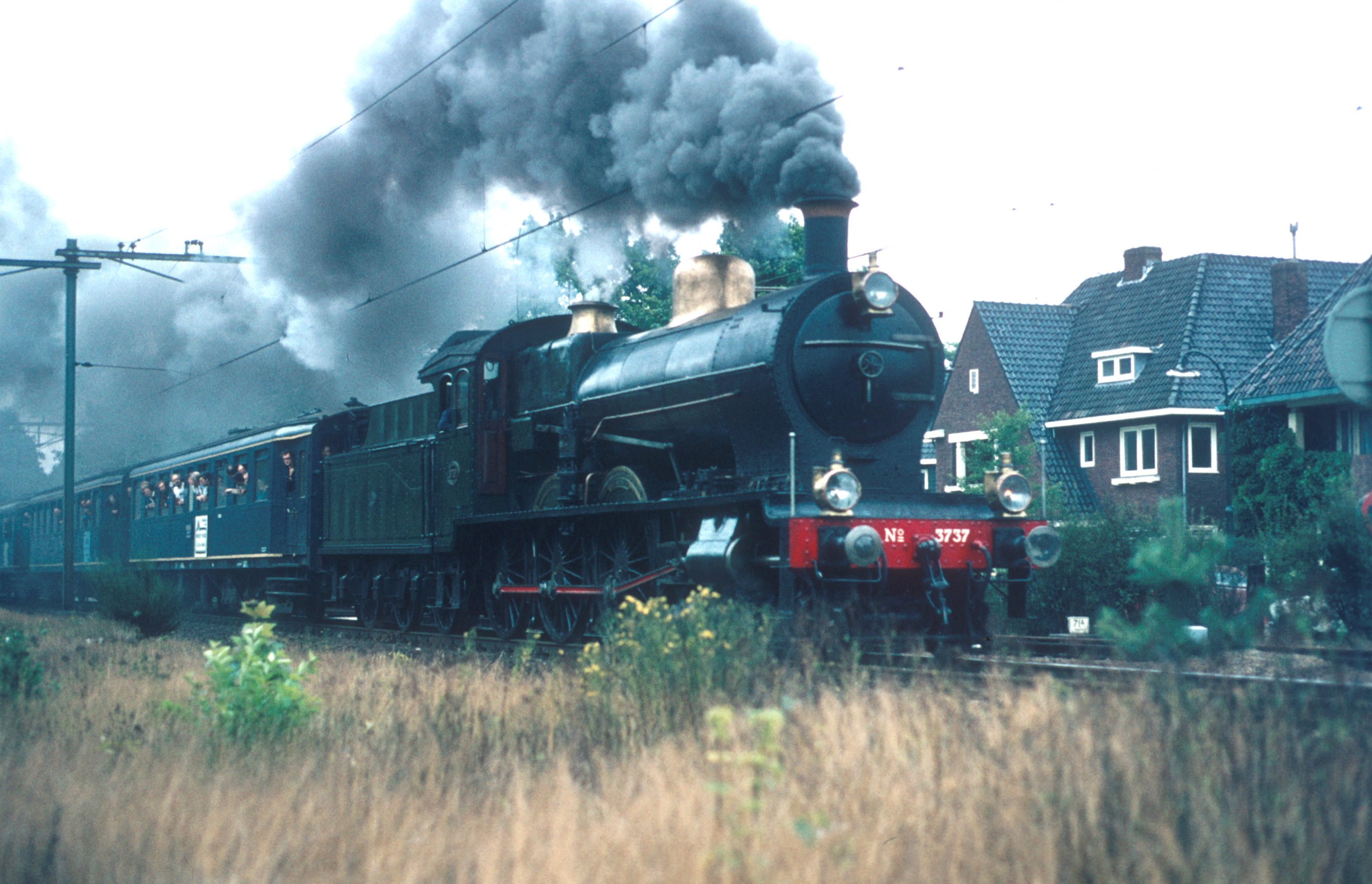
NS-locomotief 3737 op 23 mei 1974 met excursietrein te Bilthoven.
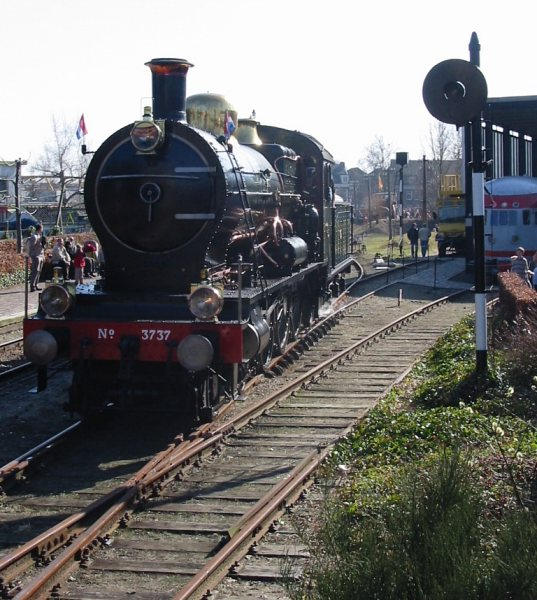
NS-locomotief 3737 in het Nederlands Spoorwegmuseum.
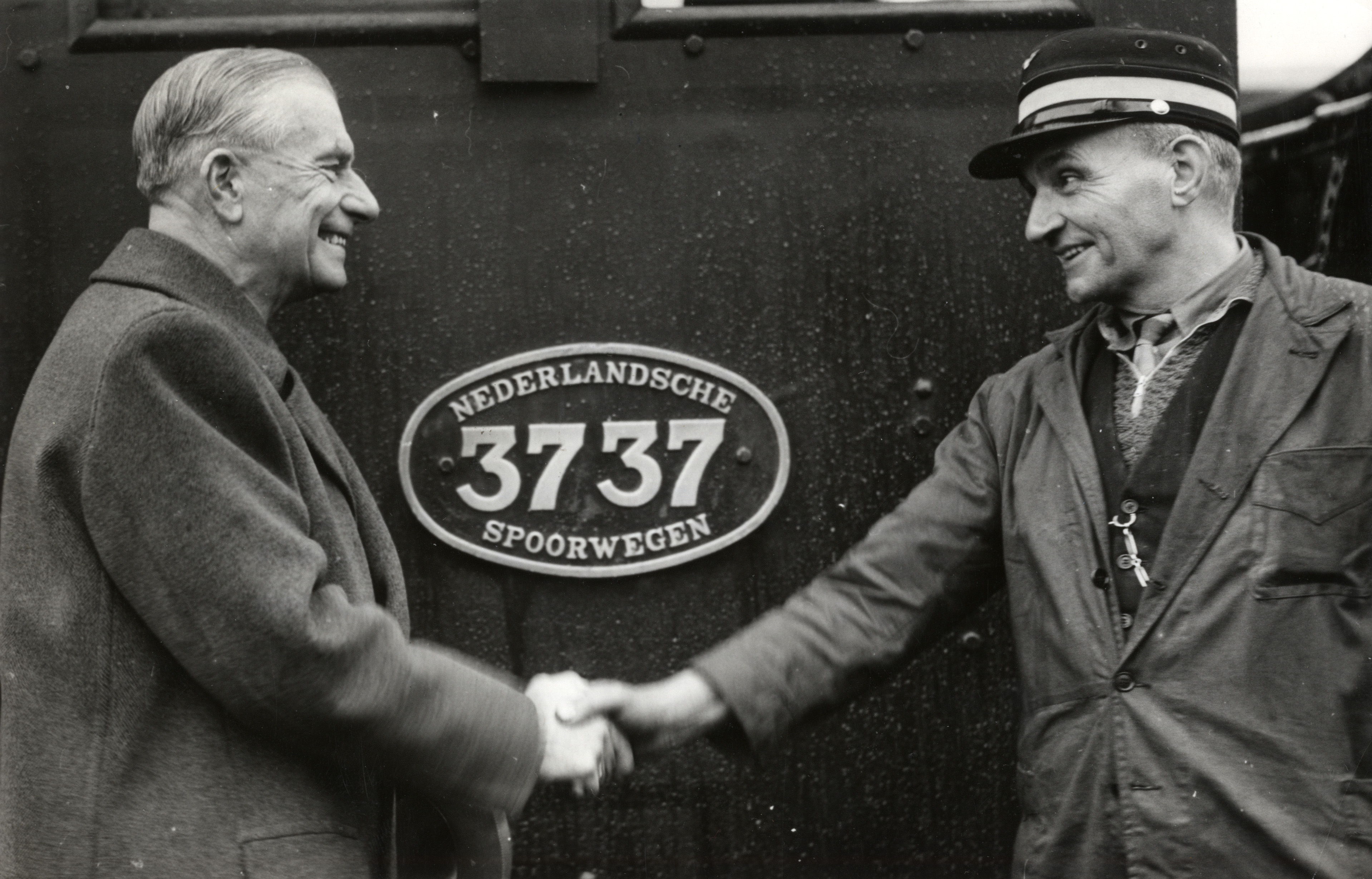
De NS 3737 wordt overgedragen na de laatste officiële rit van Geldermalsen naar Utrecht Maliebaan.
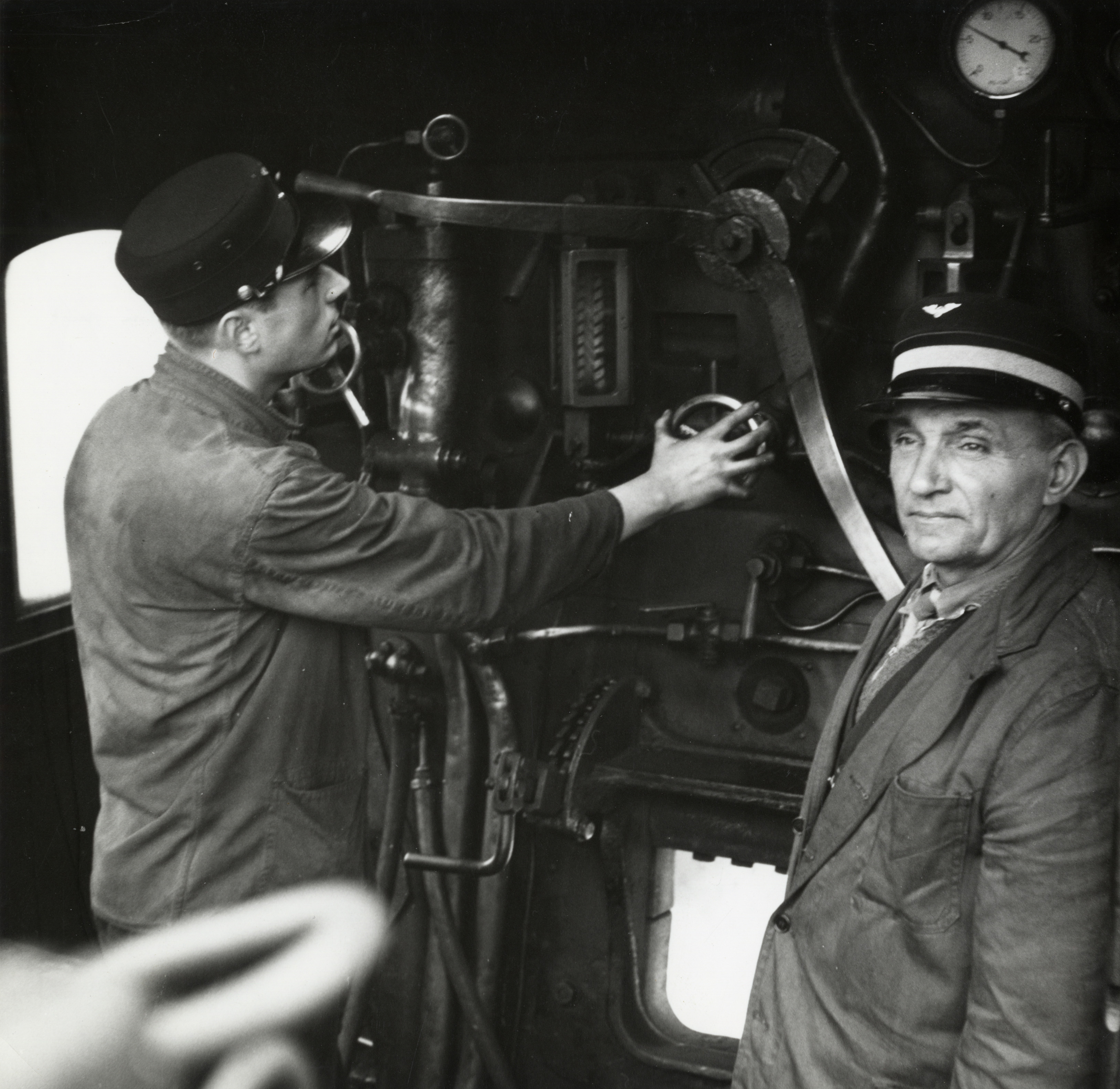
Machinist H.A. van Hooij (r.) en stoker P. Bos in het machinistenhuis van de NS 3737 (1958)
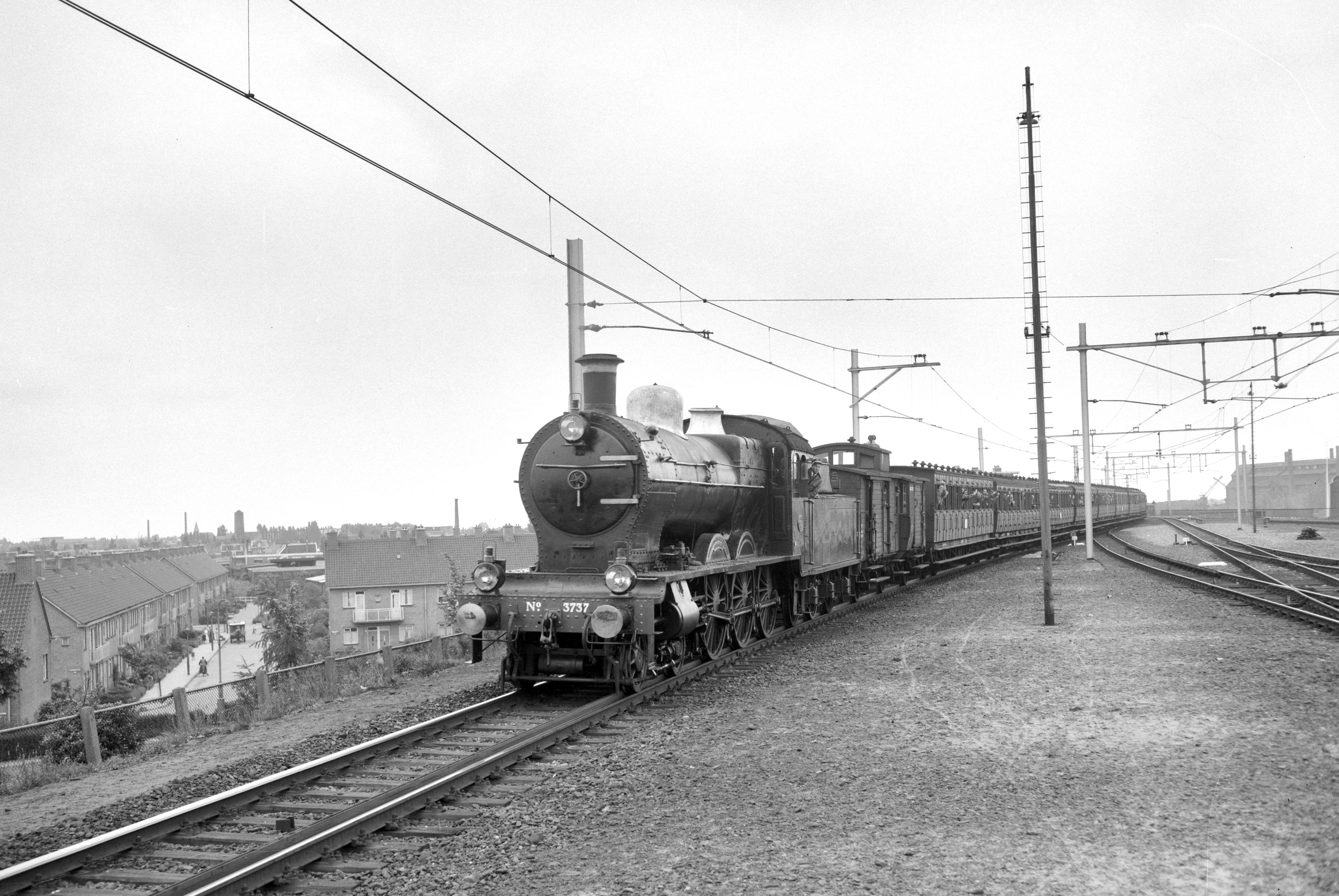
25-jarige bestaan NVBS: jubileumrit op 16 juni 1956 met loc 3737 bij station Amsterdam Amstel.

## Filmbeelden
- Proefrit van loc 3801 met stroomlijnbeplating in 1936.
- "Oude stoomloc van stal gehaald", Polygoonjournaal, 1974.
- Een serie 3700 in botsing met een trein (1937)